# Vedeggio
Il Vedeggio è un fiume del Canton Ticino che nasce sulle pendici del monte Camoghè (2200 m) e che sfocia nel golfo di Agno (Lago di Lugano), attraversando la piana del Vedeggio alla quale ha dato il nome. Attraversa i comuni di Isone, Monteceneri, Mezzovico-Vira, Torricella-Taverne, Ponte Capriasca, Bedano, Lamone, Gravesano, Manno, Bioggio, Muzzano e Agno.
Si considera che alle sue foci fosse presente la peschiera di Agno che ebbe una notevole importanza economica fin dal Medioevo. Venne demolita nel 1844.